# 11767 Мілн
11767 Мілн (11767 Milne) — астероїд головного поясу, відкритий 26 березня 1971 року.
Тіссеранів параметр щодо Юпітера — 3,613.